# Daybreak Zero
Ziua Zero (Daybreak Zero) este un roman științifico-fantastic din 2011 scris de John Barnes. Este a doua dintre cele trei cărți care formează seria Daybreak.

## Rezumat
În viitorul apropiat, o varietate de grupuri cu scopuri diverse, dar unite de dorința de a pune capăt societății tehnologice moderne (pe care ei o numesc Marele Sistem), creează o ciumă nanotehnologică ("Daybreak") care distruge combustibilii pe bază de petrol, cauciucul și materialele plastice și mănâncă toate conductoare metalice care transportă electricitate. O întrebare din carte rămasă fără răspuns este dacă aceste grupuri și motivațiile lor comune sunt coordonate de un actor conștient sau dacă sunt o proprietate emergentă / o mema care a atins o masă critică.